# Thisanotia chrysonuchella
Thisanotia chrysonuchella là một loài bướm đêm thuộc họ Crambidae. Nó được tìm thấy ở châu Âu.
Sải cánh dài 24–34 mm. Con trưởng thành bay làm một đợt từ tháng 5 đến tháng 6. .
Ấu trùng ăn nhiều loại cỏ such as Festuca ovina.

## Hình ảnh

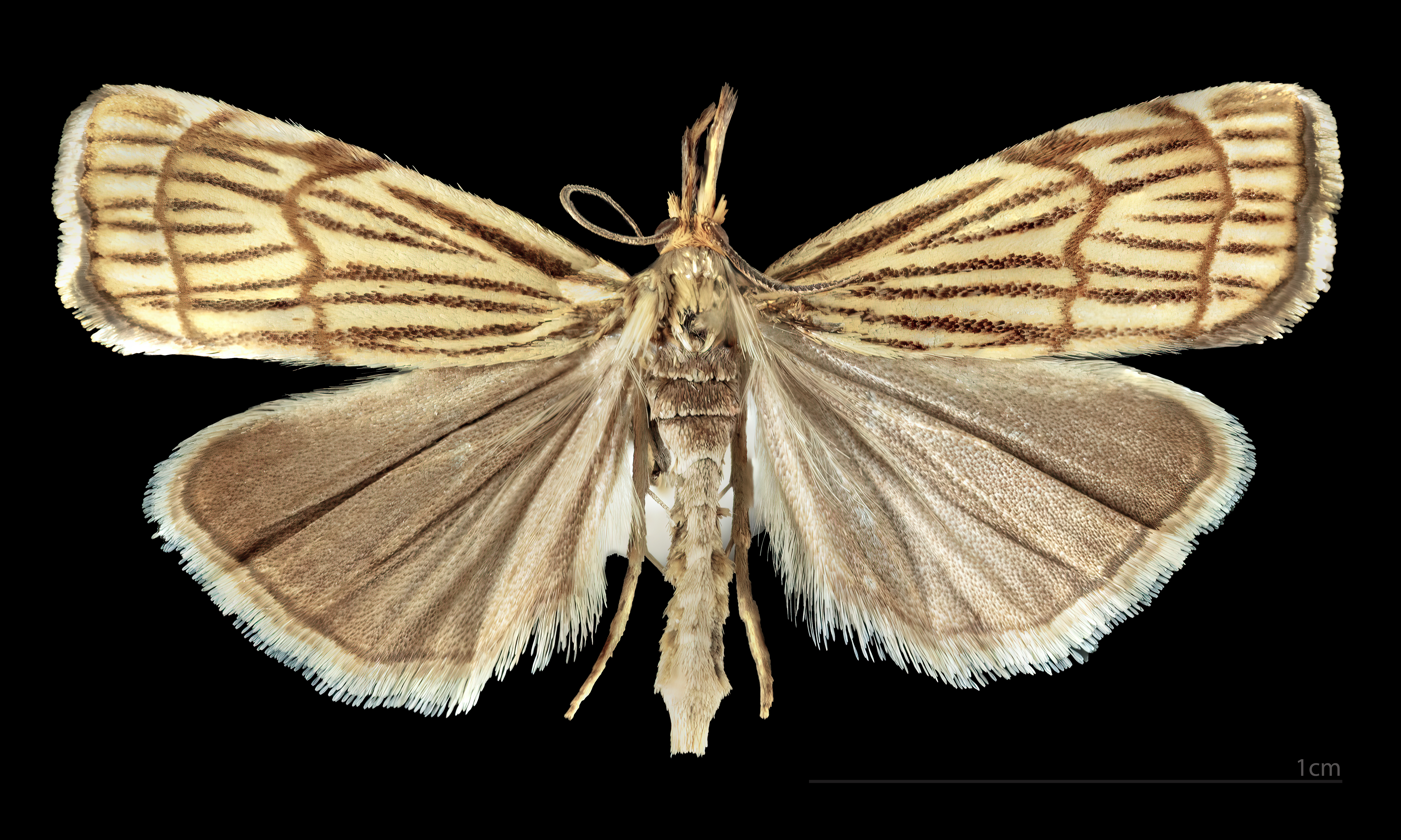
Thisanotia chrysonuchella ♀
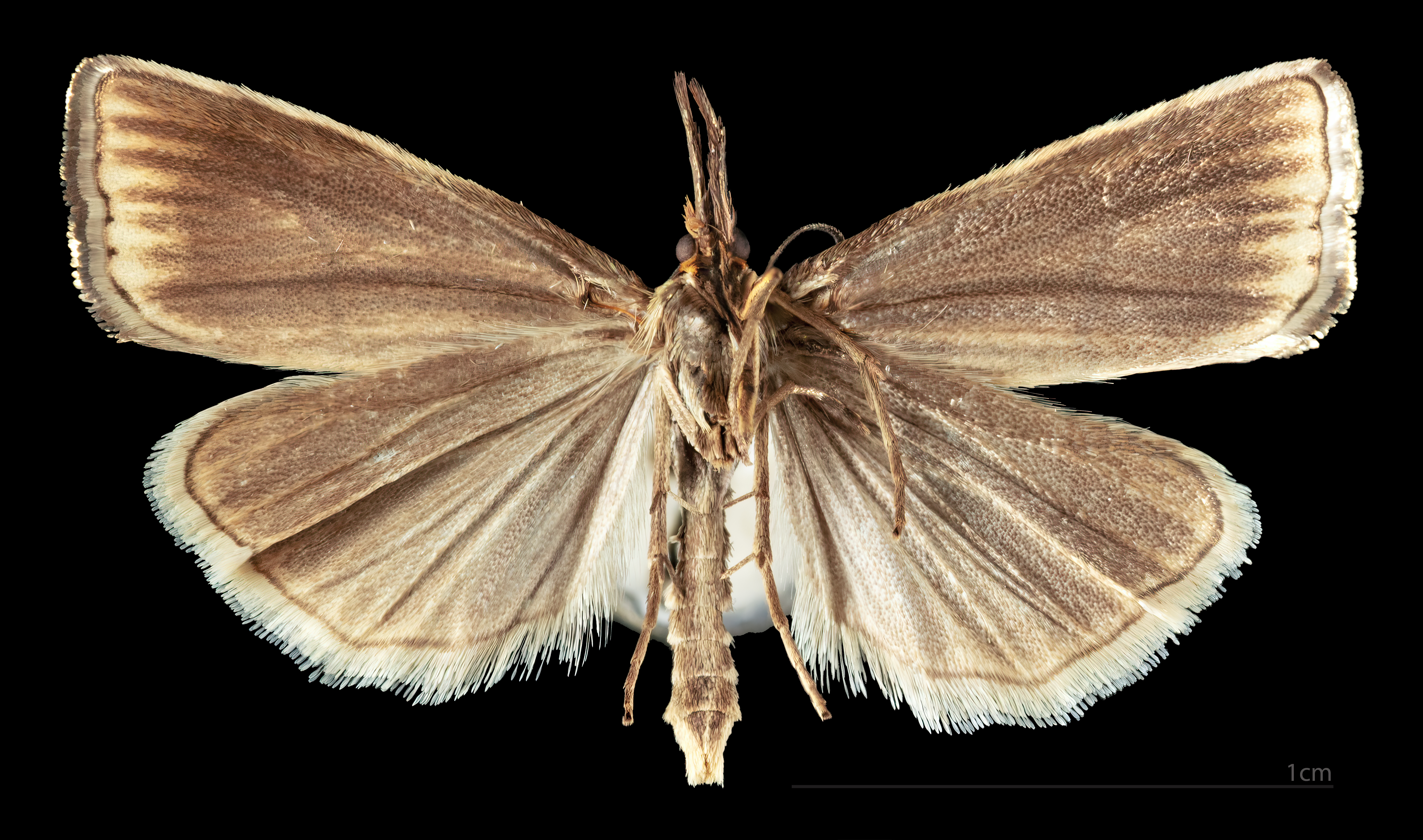
Thisanotia chrysonuchella ♀  △